# Karácsonyi Zoltán
Karácsonyi Zoltán (Szabadka, 1974. november 25. –) vajdasági származású magyar színész.

## Élete és pályafutása
A Szabadkai Svetozar Markovic Gimnáziumba járt 1989 és 1993 között. Középiskolás évei alatt már szerepelt a Vajdasági Tanyaszínház előadásain. Színészként 1997-ben végzett a Színház- és Filmművészeti Főiskolán, Marton László osztályában. A Vígszínházban és a Pesti Színházban volt gyakornok. Először a Kamaraszínházhoz szerződött. Játszott a Játékszinben, a Karinthy Színházban, a Magyarországi Szerb Színházban, a Szentendrei Teatrumban és a tatabányai Jászai Mari Színházban is. 2011 óta a Vígszínház tagja. 
Rendszeresen szinkronizál. Többek között az Agymenők Howard Wolowitz nevű szereplőjét megformázó Simon Helberg magyar hangját is ő adta, illetve a Thomas és barátai című sorozat magyar változatában (a kismozdony-kalandokban is) Gordon hangját is ő kölcsönzi.

## Színházi szerepeiből
- George Orwell: Állatfarm... Birka
- Soltis Lajos – Hernyák György: Csantavéri passió... Szereplő
- William Shakespeare: Macbeth... Seyton, Macbeth szárnysegédje
- William Shakespeare: III. Richárd... Szereplő
- William Shakespeare: II. Richard ...Börtönőr, Bolond; John of Gaunt
- William Shakespeare: Cymbeline... Iachimo, római ifjú
- William Shakespeare: Titus Andronicus... Saturninus
- William Shakespeare: Szeget szeggel... Claudio, nemesúrfi; Bernát, korhely rab, Habossy,jómódú úriember
- William Shakespeare: Julius Caesar... Artemidorus, cnidosi szofista
- William Shakespeare: A velencei kalmár... Lanzelo, Gobbo, bohóc, Shylock szolgája
- William Shakespeare: Lóvátett lovagok... Bunkó
- Carlo Goldoni: A legyező... Tognino
- Anton Pavlovics Csehov: Három nővér... Tuzenbach, Nyikolaj Lvovics báró, főhadnagy
- Fjodor Mihajlovics Dosztojevszkij – Sopsits Árpád: Bűn és bűnhődés a rácsok mögött... Homály, Razumihin
- Nyikolaj Vasziljevics Gogol: A revizor... Abdulin, kereskedő
- Lev Nyikolajevics Tolsztoj: Háború és béke... Platon Karatejev
- Szophoklész: Antigoné... Őr
- Eugene O’Neill: Boldogtalan hold... Mike Hogan
- Tennessee Williams: Az ifjúság édes madara... George Scudder
- Arthur Miller: Istenítélet (Salemi boszorkányok)... Herrick
- Friedrich Dürrenmatt: Az öreg hölgy látogatása... Loby; Schimleder, rendőr
- Bertolt Brecht: Moliére Don Juanja... Berthelot
- Bertolt Brecht: Baal... 4. Úr; Konferanszié; Valaki a csapszékben
- Franz Kafka: A kastély... Jeremias
- Peter Shaffer: Amadeus... Johann Kilian von Strack gróf, császári kamarás
- John Millington Synge: A nyugat császára... Philly
- Jacques Prévert: Szerelmek városa... Vak koldus
- Robert Bolt: Morus... Richard Rich
- Jean Anouilh: Colombe... La Surette
- Albert Camus: Caligula... II. patrícius
- Friedrich Schiller: Haramiák... Hermann, pap
- Georg Büchner: Danton halála... Utcai énekes
- Heinrich von Kleist: Amphitryon... Merkur
- Kurt Weill – Bertolt Brecht: Koldusopera... Szereplő
- Jaroslav Hašek: Švejk... Kereskedő, Szimuláns, I. szökevény, Cserkesz katona
- Klaus Mann: Mephisto... Pincérfiú, a Párizsi Interkontinentálban
- Simon Stephens: Punk rock... Nicholas Chatman
- Maurice Desvallières – Georges Feydeau: Egy éj a paradicsomban... Tulio, szállodaigazgató
- Trevor Griffiths: Komédiások... Ged Murray
- Thomas Bernhard: A színházcsináló... Ferruccio
- Boris Vian: Mindenkit megnyúnk... Heinz
- Irvine Welsh – Harry Gibson: Trainspotting... Mark Renton
- Noël Coward: Ne nevess korán... Morris Dixon
- Michel de Ghelderode: Kószál a Nagy Kaszás... Viperányi, miniszter
- Sven Regener: Berlin blues... Cigis vendég, Detlev, Határőr
- David Eldridge: Az ünnep... Helmut
- Virginia Woolf: Orlando... Thomas, jegyző
- Karl von Gutzkov – Mészáros Tamás: A kitaszított... Santos
- Doris Dörrie: Happy... Boris
- Benchetrit: A párizsi gyors... Vincent
- Hánoch Levin: Átutazók... Cvi, Henja fiatalon meghalt férje
- Ne adj Isten, szerbek egyesülnek... Zorán, férfivá operált, volt sztriptíztáncosnő
- Kisfaludy Károly: Kérők... Perföldy, ügyész
- Molnár Ferenc: Liliom... Hugó; Linzmann
- Hunyady Sándor: Feketeszárú cseresznye... Jankovics hadnagy
- Pierre Barillet – Jean-Pierre Grédy – Nádas Gábor – Szenes Iván: A kaktusz virága... Igor, Antonia szomszédja
- Tabi László: Spanyolul tudni kell... Pablo
- Fejes Endre – Presser Gábor: Jó estét nyár, jó estét szerelem!... Pincér, Egy férfi a bárból
- Rudyard Kipling – Békés Pál – Dés László – Geszti Péter: A dzsungel könyve... Akela, Sir Kán
- S. Nagy István – Wolf Péter – Csongrádi Kata: A vasárnapi asszony... Misike, a súgó
- Egressy Zoltán: Sóska, sültkrumpli... Művész, partjelző
- Spiró György: Az imposztor... Ügyelő
- Békés Pál – Rozgonyi Ádám: Szegény Lázár... Csendbiztos
- Müller Péter – Galambos Péter: Részeg józanok... Kölyök
- Hamvai Kornél – Varró Dániel – Darvas Benedek: A zöld kilences... Csitáry, titkár, még későbbi polgármester
- Csikós Attila: Többé-kevésbé... Szereplő
- Forgách András: Erik... Gerzson
- Bartis Attila: Rendezés... Karcsi
- Pass Andrea: A vándorkutya... Kornél
- Csukás István: Mirr-Murr, a kandúr... Oriza-Triznyák

## Filmográfia
- Kisváros (2001, sorozat)
- Tűzvonalban (2007, sorozat)
- Barátok közt (2008–2009, sorozat) Balázsy József
- Szinglik éjszakája (2009)
- Hacktion (2012, sorozat)
- Strike back (2013)
- Kossuthkifli (2015, sorozat)
- Robin des bois, la véritable histoire (2015)
- Liza, a rókatündér (2015)
- Aranyélet (2015, sorozat)
- Csak színház és más semmi (2016, sorozat)
- A tökéletes gyilkos (2017)
- A hentes, a kurva és a félszemű (2017)
- HHhH – Himmler agyát Heydrichnek hívják (2017)
- Jóban Rosszban (2017, sorozat)
- A mi kis falunk (2017, sorozat)
- Tóth János (2017, sorozat)
- A merénylet (2018)
- Drága örökösök (2019–2020, sorozat)
- A tanár (2019, sorozat)
- Jófiúk (2019, sorozat)
- Pepe (2022, sorozat)
- Doktor Balaton (2022, sorozat)
- Blokád (2022)
- Aranybulla (2022, sorozat)
- Drága örökösök – A visszatérés (2023, sorozat)
- Ki vagy te (2023, sorozat)

## Szinkronszínészként

### Film
- Thor: Ragnarök: Korg (2017) – Taika Waititi
- Bosszúállók: Végjáték: Korg (2019) – Taika Waititi
- Superfast! – Haláli iramban (2015)
- Free Guy: Antonite (2020) – Taika Waititi
- A Bűvös Vasút: Gordon (hangja) (2000) – Neil Crone
- Volt egyszer egy stúdió: Quasimodo (2023) – Tom Hulce
- Az Igazság Ligája: Oswald Chesterfield Cobbplepot / Pingvin (hangja) – Tom Kenny
- Thomas a gőzmozdony-filmek: Gordon (hangja)  - Keith Wickham, Kerry Shale
- Mission: Impossible – Leszámolás: NSA – Mark Gatiss
- Mission: Impossible – A végső leszámolás: Angstrom – Mark Gatiss

### Televízió
- A 7T
- A korona hercege
- A liliomlány
- A házasság buktatói
- A számkiszervezett
- A vadon bűvöletében
- A szultána
- A végzet fogságában
- A zöld íjász
- Agymenők
- Ally McBeal
- Az elit alakulat
- Bátor, a gyáva kutya
- Benne vagyok a bandában
- Bűnös szerelem
- Csak egy kis para
- Dél királynője
- Dilinyósok
- Dollhouse – A felejtés ára
- Édesek és mostohák
- Emma
- Értelem és érzelem
- Ez a ház totál gáz
- Flash és a Ronkok
- Helyszíni szemle
- Isztambuli menyasszony
- Joey
- Kasszasiker
- Kettős játszma
- Ki ez a lány?
- Ki vagy, doki?
- María
- Marichuy – A szerelem diadala
- Mavi szerelme
- MI-5 – Az elit alakulat
- Nagyágyúk
- Penn Zero, a félállású hős
- Point Pleasant – Titkok városa
- Power Rangers: Mystic Force
- Rém rendetlen család
- Rubí, az elbűvölő szörnyeteg
- Shark – Törvényszéki ragadozó
- Soy Luna
- Star Wars: A Rossz Osztag
- Szentek kórháza
- Squid Game - Nyerd meg az életed
- Szulejmán
- Undercover – A titkos csapat
- Vikingek
- Nyerd meg az életed
- Thomas, a gőzmozdony

## Díjai és kitüntetései
- A kiscsillag is csillag díj (2015)[3]